# Mjesto Primišlje
Mjesto Primišlje es una localidad de Croacia en el ejido de la ciudad de  Slunj, condado de Karlovac.

## Geografía
Se encuentra a una altitud de 295 m s. n. m. a 125 km de la capital nacional, Zagreb.

## Demografía
En el censo 2011, el total de población de la localidad fue de 49 habitantes.
| Gráfica de población de Mjesto Primišlje 1857-2011                  |
|                                                                     |
| Según los censos de población de la oficina estadística de Croacia. |